# ウーァ・クロスティッツァー

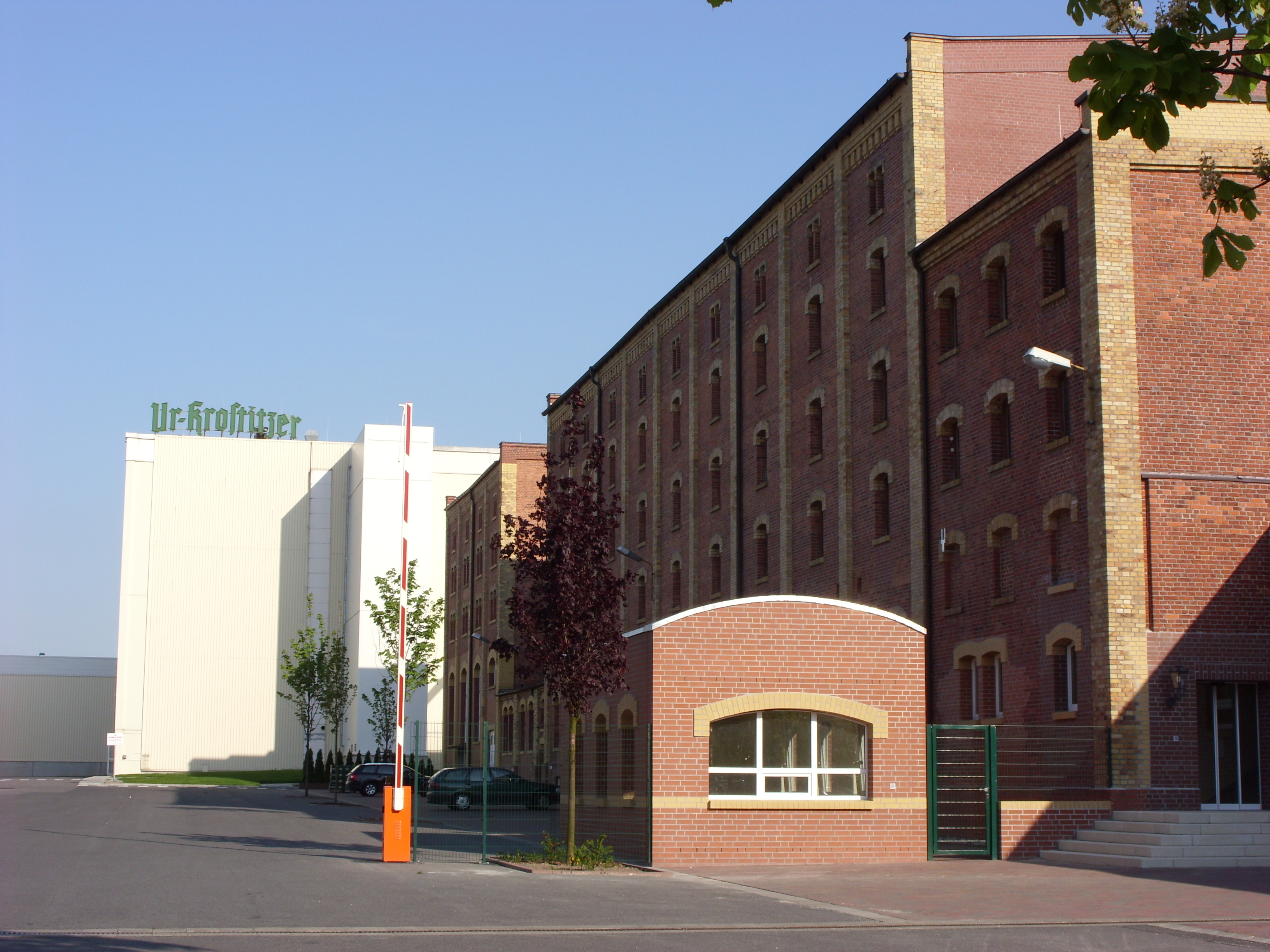
クロスティッツにあるビール醸造所の建物（2009年）

ウーァ・クロスティッツァー（独: Ur-Krostitzer）は、ライプツィヒのクロスティッツのビール。
このビールのラベルは、三十年戦争時の1632年、ライプツィヒ進軍中にクロスティッツを通過したスウェーデン王グスタフ2世アドルフの肖像である。言い伝えによると、アドルフは、ここで醸造家にビールを持ってこさせたが、素晴らしいビールだと褒め、お礼に、そのビール・マイスターに金の指輪を贈呈したという。

## 歴史
醸造権は1534年にゲオルク公爵がクロスティッツ騎士領のハンス・ヴァールに与えたものである。1738年、琥珀ビールの販売が行われ、1803年にはさらに強ビールと弱ビールが醸造された。1867年から1876年まで醸造所とMälzereiが新たに建てられ、1894年から1899年にかけて設備のさらなる近代化が進んだ。
ビールの売れ行きは、連続的に向上しており、1899年には約900万リットルに達し、その当時200人の従業員が働いていた。ライプツィヒでは、「クロスティッツァー・ラガービール」、「ドゥンケル」ビール、「ボヘミア風」ビール、季節に応じて「ボック」ビールや「メルツェンビール」などを扱う84件のレストランと110件のビール屋があった。
1904年に初めて「ウーァ・クロスティッツァー」の名称が用いられた。
東ドイツ時代には国有化されていたが、1990年にクロスティッツァー醸造所はフランクフルト・アム・マインにある合資会社ラーデベルガー・グループの一部になり、それ以来、多くの設備の新築・改築・近代化が行われた。
今日では、クロスティッツァーに古くから伝わるビールマニュアルに従って、黒ビールと、繊細でドライなピルスナーを製造している。
現在では112人の従業員が働いており、3,740万リットルのビールを生産し、約2,600件の飲食店に配達している。

### 醸造所名の変遷
- 1878: „Bierbrauerei Klein-Crostitz F. Oberlaender OHG“
- 1907: „Bierbrauerei Kleincrostitz F. Oberländer A. G.“
- 1937: „Brauerei Krostitz AG“
- 1949: „VEB Brauerei Krostitz“
- 1990: „Krostitzer Brauerei GmbH“

## ビール銘柄
- ウーァ・クロスティッツァー・ファインドライ・ピルスナー（独: Ur-Krostitzer Feinherbes Pilsner ）：下面発酵
- ウーァ・クロスティッツァー・シュヴァルツ（独: Ur-Krostitzer Schwarzes）：下面発酵
- スウェーデン種ピルスナー（独: Schwedenquell Pils）：下面発酵

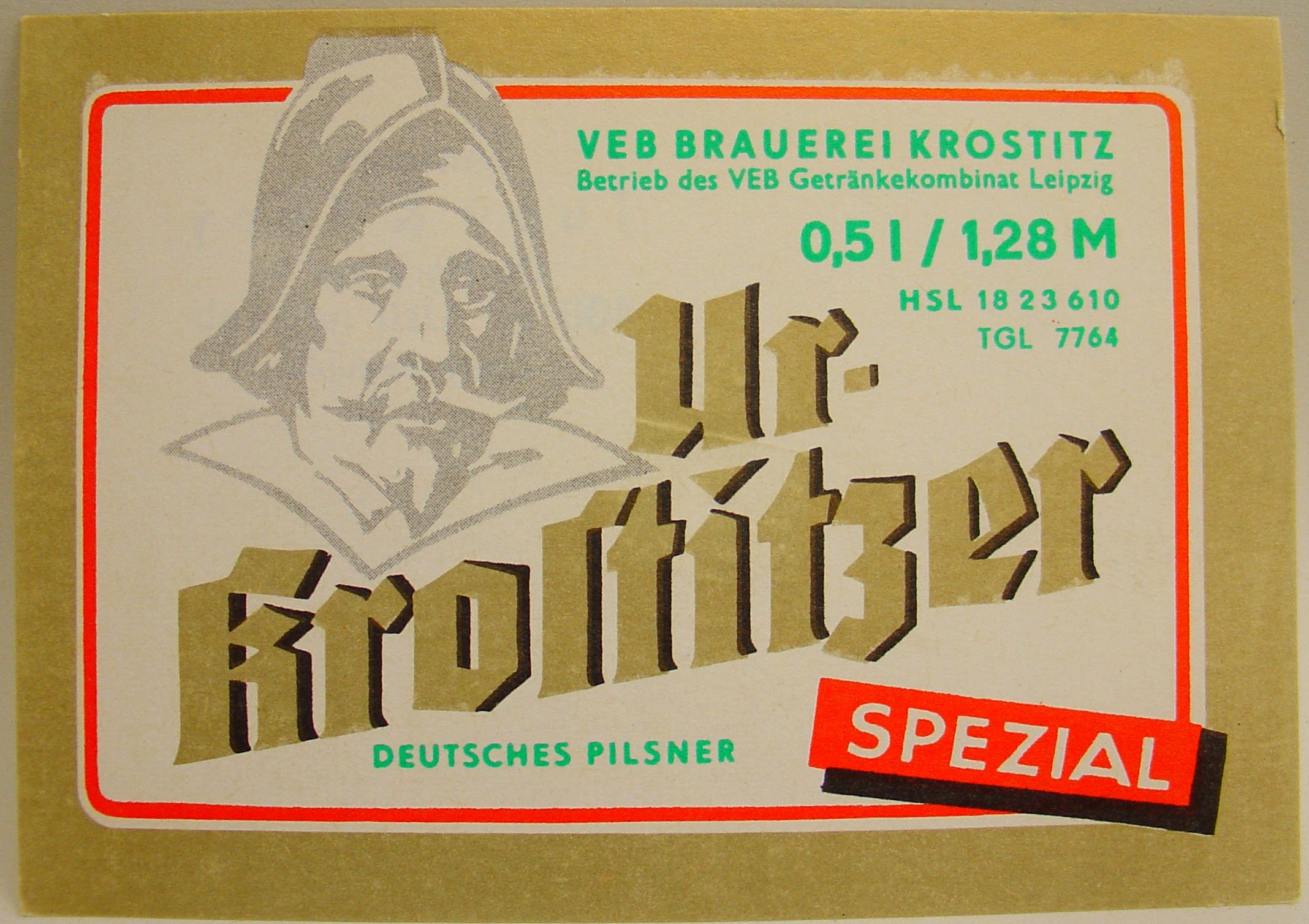
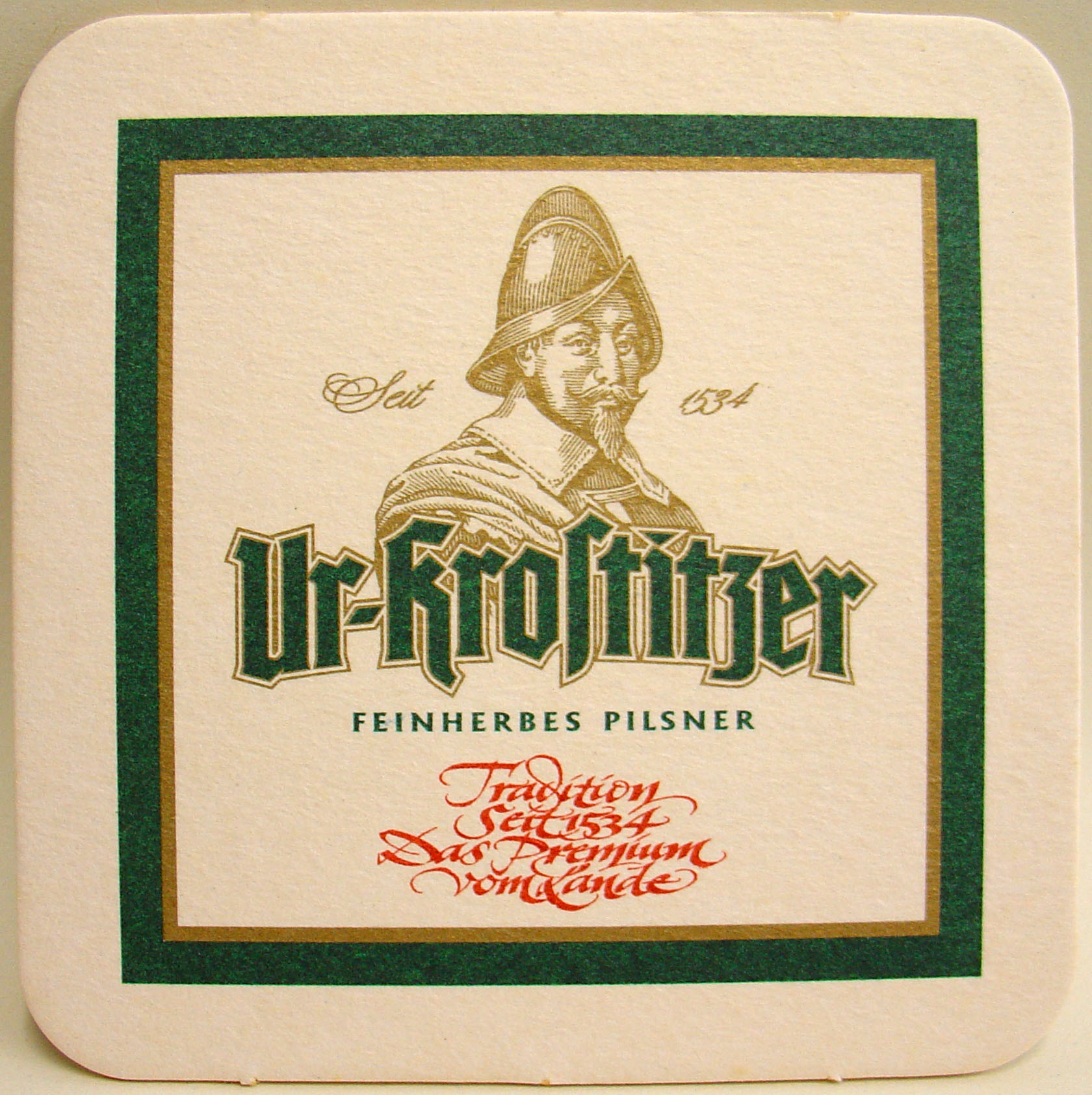
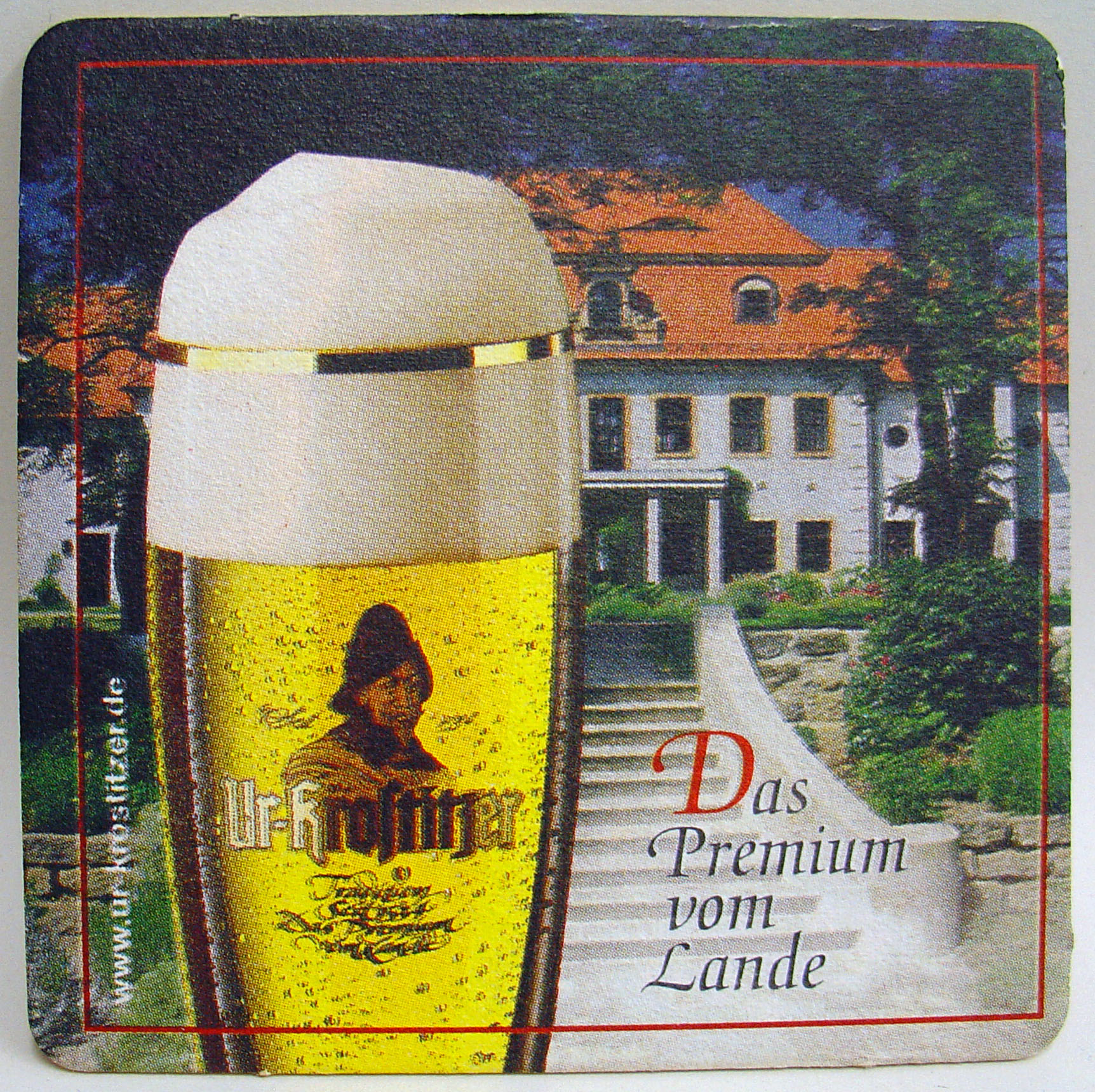